# Unimog 421

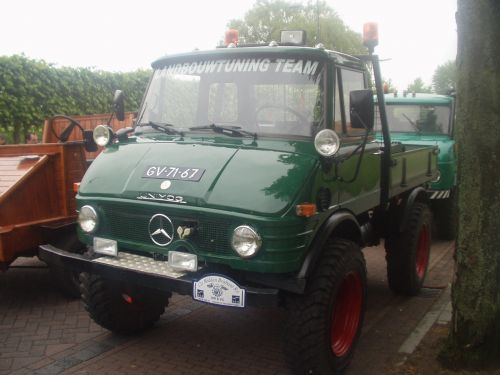
Een Unimog 421

De Mercedes-Benz Unimog 421 is een uitvoering van de Unimog.

## Technische gegevens
| Type                          | U 40                              | U 45                              | U 52                              | U 60                              |
| ----------------------------- | --------------------------------- | --------------------------------- | --------------------------------- | --------------------------------- |
| Gebouwd                       | 1966–1971                         | 1966–1971                         | 1970–1988                         | 1971–1988                         |
| Massa rijklaar                | 2450 kg                           | 2700 kg                           | 2850 kg                           | 2850 kg                           |
| Technische maximummassa       | 3700 kg                           | 4000 kg                           | 4100 kg                           | ?                                 |
| Totale lengte                 | 4005 mm                           | 4005 mm                           | 4020 mm                           | 4020 mm                           |
| Totale breedte                | 1865 mm                           | 1865 mm                           | 1825 mm                           | 1800 mm                           |
| Hoogte                        | 2180 mm                           | 2180 mm                           | 2230 mm                           | 2230 mm                           |
| Wielbasis                     | 2250 mm                           | 2250 mm                           | 2250 mm                           | 2605 mm                           |
| Spoorbreedte                  | 1360 mm                           | 1360 mm                           | 1400 mm                           | 1400 mm                           |
| Lengte van de laadbak         | 1475 mm                           | 1475 mm                           | 1750 mm                           | 1750 mm                           |
| Breedte van de laadbak        | 1500 mm                           | 1500 mm                           | 1500 mm                           | 1500 mm                           |
| Hoogte van de laadbak         | 400 mm                            | 400 mm                            | 400 mm                            | 400 mm                            |
| Wielen                        | 10,5–18″ 6PR                      | 10,5–18″ 6PR                      | 10,5–18″ 6PR                      | 10,5–18″ 6PR                      |
| Motor model                   | OM 621                            | OM 615                            | OM 616                            | OM 616                            |
| Cyclus                        | 4 takt (Dieselmotor)              | 4 takt (Dieselmotor)              | 4 takt (Dieselmotor)              | 4 takt (Dieselmotor)              |
| Aantal cilinders              | 4                                 | 4                                 | 4                                 | 4                                 |
| Inspuiting                    | Indirecte inspuiting in voorkamer | Indirecte inspuiting in voorkamer | Indirecte inspuiting in voorkamer | Indirecte inspuiting in voorkamer |
| Totale nuttige cilinderinhoud | 1988 cm3                          | 2197 cm3                          | 2404 cm3                          | 2404 cm3                          |
| Boring × Slag                 | 87 mm × 83,6 mm                   | 87 mm × 92,4 mm                   | 91 mm × 92,4 mm                   | 91 mm × 92,4 mm                   |
| Bestendig vermogen            | 29,5 kW (40 pk) bij 3000 min−1    | 33 kW (45 pk) bij 3000 min−1      | 38 kW (52 pk) bij 3000 min−1      | 44 kW (60 pk) bij 3500 min−1      |
| Max. snelheid                 | 54 km/h                           | 53 km/h                           | 67 km/h                           | 67 km/h                           |
| Bron                          | [ 1 ]                             | [ 1 ]                             | [ 1 ]                             | [ 1 ]                             |

Gebouwd in de jaren 1966 tot en met 1988.

## Andere uitvoeringen
- Unimog 406
- Unimog 411
- Unimog 416